# Sabato, domenica e lunedì
Sabato, domenica e lunedì è una commedia in tre atti scritta e interpretata da Eduardo De Filippo nel 1959, inserita nella Cantata dei giorni dispari.

## Trama
Sembra un fine settimana come gli altri in casa Priore: nella giornata del sabato Rosa è tutta affaccendata nella preparazione del suo famoso ragù, ma nelle sue movenze s'indovina un certo nervosismo, accentuato da quello del marito Peppino che la rimprovera per ogni minima cosa e che se la prende con chiunque gli capiti a tiro: con il figlio che si confida con il nonno invece che seguire i suoi consigli, con la figlia Giulianella che litiga con il fidanzato, con la zia Memè che tormenta il figlio con inutili cure mediche. Insomma il clima familiare si sta surriscaldando al punto che è inevitabile l'esplosione che avverrà il giorno dopo soprattutto nei confronti di un estraneo alla famiglia, il ragioniere Luigi Ianniello (nella versione Radiofonica per la Rai Ragioniere Imparato), loro vicino di casa, che con la moglie è stato invitato per il pranzo domenicale. Il ragioniere, senza secondi fini ma proprio per il suo naturale carattere espansivo e amichevole, frequenta casa Priore con una certa invadenza ma mostrandosi sempre amico di Peppino e particolarmente affabile verso la padrona di casa. Ed è proprio il ragioniere la causa dell'improvvisa e imprevista scenata che mette in opera Peppino sconvolgendo e mandando all'aria il pranzo della domenica. La moglie, sconvolta dalla scenata di gelosia, che è rivolta soprattutto a lei e che è il risultato delle incomprensioni che si sono accumulate e che hanno minato il rapporto della coppia, viene colta da un leggero malore. Assistita dalle cure premurose dei familiari passa il resto della domenica nella mestizia, mentre Peppino, sconsolato e addolorato per il grave malinteso, si sente incompreso da tutti. Arriva finalmente il lunedì: la famiglia Priore con animo più tranquillo riflette su quanto è accaduto il giorno prima e capisce che in fondo il motivo che ha fatto nascere il litigio della coppia è l'amore che ancora li unisce. Marito e moglie alla fine si dicono quello che finora hanno tenuto nascosto nei loro animi e dal chiarimento rinasce il ricordo del loro amore che ancora li terrà uniti.

## Analisi della commedia
(Eduardo De Filippo)
Ancora una volta la famiglia è la vera protagonista della commedia o forse bisognerebbe dire della tragicommedia poiché tutto nasce da una ridicola incomprensione tra coniugi che però maschera la crisi del loro matrimonio. Quattro anni dopo Mia famiglia, l'opera in cui Eduardo, anticipando i tempi, rappresentava i primi sintomi della disgregazione del modello di famiglia – che sarebbe giunta al culmine con la rivoluzione culturale del 1968 – in questa sua commedia l'autore considera quella che ancora negli anni sessanta poteva essere vista come una grande famiglia napoletana dove tre generazioni, nonni, figli, nipoti e in più fidanzati, zie e zii, domestici affezionati e vicini di casa quasi di famiglia – più di dieci persone, a contare bene – vivono cordialmente assieme, apparentemente senza contrasti nel grande appartamento di Peppino Priore, benestante commerciante di tessuti che fra poco godrà anche lui del boom economico degli anni '60 in Italia. Una famiglia ancora all'antica quindi, dove però non mancano i segni della crisi, manifesta soprattutto nella coppia protagonista della commedia.
Eduardo, nonostante l'opera sia inclusa nella "Cantata dei giorni dispari", dove prevale una visione amara dell'esistenza, qui appare invece ancora ottimista riguardo alla sopravvivenza della famiglia. O forse la famiglia Priore non si sgretola proprio perché è ancora una grande famiglia napoletana dove non mancano la solidarietà e l'affetto parentale. Come dice lo stesso autore, per risolvere le crisi familiari spesso basta parlarsi, chiarirsi per far rinascere il collante dell'amore.

Permane però la sfiducia di Eduardo nei confronti del matrimonio, di cui lui stesso ha fatto tristi esperienze, e dei figli ormai lontani, nel loro naturale egoismo, dai problemi dei loro genitori.
Il successo di pubblico che la commedia ha avuto e che continua ad avere ancora oggi, sono forse il segno di una certa facilità del tema trattato che vuole essere partecipato bonariamente al pubblico e dove non manca il classico "lieto fine". Ben diverso lo spessore ideale che separa quest'opera dalla commedia Gli esami non finiscono mai, dove si evidenzia il dramma di un uomo distrutto proprio dai rapporti familiari.